# Discographie d'Evanescence
Le groupe de heavy metal américain Evanescence a sorti 4 albums studio, 3 EPs, 18 singles, 2 albums live, 1 compilation et 2 DVD musicaux ; il a vendu près de 25 millions de disques.
Il classe deux albums au sommet du Billboard 200 aux États-Unis : The Open Door en 2006 et Evanescence en 2011.
Fallen, le premier album studio du groupe en 2003 sera un succès international puisqu'il se vendra à près de sept millions de copies aux États-Unis et environ 17 millions d’exemplaires dans le monde et occupera la 1re place dans plusieurs pays comme l'Australie, le Royaume-Uni et le Canada. L’album contient 12 pistes dont 4 qui font office de singles : Bring Me To Life, Going Under, My Immortal et Everybody's Fool. Ils accèdent aux top 10 des ventes dans plus de dix pays, dont les États-Unis, l'Allemagne et la Suisse. 13 millions de singles s'écouleront dans cet album notamment grâce à Bring Me To Life à 7 millions d'exemplaires et My Immortal à 4,6 millions. Fallen permettra au groupe sa nomination à cinq reprises à la 46e cérémonie des Grammy Awards, gagnant 2 prix ceux des Meilleurs nouveaux artistes et Meilleure performance hard rock.
En 2006, son deuxième album studio The Open Door se vend à plus de 800 000 exemplaires dès la première semaine et vendra 5 millions de disques dans le monde au total, se classant dans le top 10 des ventes dans 18 pays et décrochant la première place aux Billboard 200.
Le troisième album studio du groupe, Evanescence, sort en 2011 et s'il obtient un succès moindre que les deux précédents disques, se vend à 1 million d’exemplaires et figure en tête des classements aux États-Unis pour la deuxième fois.
Le quatrième album du groupe, Synthesis, sort en 2017 et contient trois singles dont une nouvelle version de Bring Me to Life.

## Albums

### Albums studio
| Titre                                                                                 | Classements | Classements | Classements | Classements | Classements | Classements | Classements | Classements | Classements | Certifications                                              | Ventes mondiales |
| Titre                                                                                 | É-U         | ROCK        | AUS         | CAN         | R-U         | SUI         | ALL         | AUT         | FRA         | Certifications                                              | Ventes mondiales |
| Fallen - Sortie: 14 janvier 2003 - Label: Wind-up Records                             | 3           | 1           | 1           | 1           | 1           | 2           | 2           | 1           | 2           | 7 × Platine 6 × Platine 7 × Platine 4 × Platine 2 × Platine | WW : 17 000 000  |
| The Open Door - Sortie: 3 octobre 2006 - Label: Wind-up Records                       | 1           | 1           | 1           | 2           | 2           | 1           | 1           | 2           | 2           | 2 × Platine 2 × Platine 2 × Platine Or                      | WW : 5 000 000   |
| Evanescence - Sortie: 11 octobre 2011 - Label: Wind-up Records                        | 1           | 1           | 5           | 2           | 4           | 4           | 5           | 4           | 8           | Or                                                          |                  |
| The Bitter Truth - Sortie: 26 mars 2021 - Label: BMG Rights Management                | 11          | 1           | 3           | 14          | 4           | 1           | 2           | 5           | 34          |                                                             |                  |
| Fallen Deluxe Edition Remastered • Sortie : 17 Novembre 2023 •Label : Craft Recording |             |             |             |             |             |             |             |             |             |                                                             |                  |
| Total :                                                                               | Total :     | Total :     | Total :     | Total :     | Total :     | Total :     | Total :     | Total :     | Total :     | Total :                                                     | 23 000 000       |

### Album remix
| Année | Album     | Détails                                                                       |
| ----- | --------- | ----------------------------------------------------------------------------- |
| 2017  | Synthesis | - Sortie : 10 novembre 2017 - Label : BMG Rights Entertainmemt - Formats : CD |

### Albums live
| Année | Album             | Classements            | Classements            | Classements          | Classements            | Classements           | Classements         | Classements         | Classements          | Classements          | Classements          | Certifications | Ventes mondiales |
| Année | Album             | Drapeau des États-Unis | Drapeau de l'Australie | Drapeau de la Suisse | Drapeau de l'Allemagne | Drapeau de l'Autriche | Drapeau de la Grèce | Drapeau du Portugal | Drapeau de la France | Drapeau des Pays-Bas | Drapeau de la France | Certifications | Ventes mondiales |
| ----- | ----------------- | ---------------------- | ---------------------- | -------------------- | ---------------------- | --------------------- | ------------------- | ------------------- | -------------------- | -------------------- | -------------------- | -------------- | ---------------- |
| 2004  | Anywhere but Home | 39                     | 33                     | 10                   | 19                     | 10                    | 6                   | 4                   | 22                   | 18                   | 22                   | Or Argent Or   | WW : 1 000 000   |
| 2018  | Synthesis Live    | -                      | -                      | -                    | 51                     | -                     | -                   | -                   | -                    | -                    | -                    |                |                  |

### Compilations
| Année | Album         | Détails                                                                                              |
| ----- | ------------- | --- |
| 2016  | Lost Whispers | - Sortie : 9 décembre 2016 - Label : The Bicycle Music Company - Format : CD, vinyle, téléchargement |

### Album démo
| Année | Album  | Détails                                                                |
| ----- | ------ | ---------------------------------------------------------------------- |
| 2000  | Origin | - Sortie : 4 novembre 2000 - Label : Bigwig Enterprises - Formats : CD |

### Box sets
| Année | Album                           | Détails                                                                               |
| ----- | ------------------------------- | ------------------------------------------------------------------------------------- |
| 2017  | The Ultimate Collection         | - Sortie : 17 février 2017 - Label : The Bicycle Music Company - Formats : Coffret CD |
| 2024  | Fallen 20th anniversary box set | Sortie le 1 mars 2024 Label : Concord Formats : Vinyle Cassette                       |

## Autres albums
| Année | Album        | Détails                                                     |
| ----- | ------------ | ----------------------------------------------------------- |
| 1998  | Evanescence  | - Sortie : 1998 - Label : Bigwig Enterprises - Formats : CD |
| 1999  | Sound Asleep | - Sortie : 1999 - Label : Bigwig Enterprises - Formats : CD |
| 2003  | Mystary      | - Sortie : 2003 - Label : Bigwig Enterprises - Formats : CD |

## Singles
| Année | Titre                     | Meilleure position dans les classements | Meilleure position dans les classements | Meilleure position dans les classements | Meilleure position dans les classements | Meilleure position dans les classements | Meilleure position dans les classements | Meilleure position dans les classements | Meilleure position dans les classements | Meilleure position dans les classements | Meilleure position dans les classements | Certifications                                      | Album            |
| Année | Titre                     | Drapeau des États-Unis                  | Drapeau de l'Australie                  | Drapeau de la Grèce                     | Drapeau de l'Autriche                   | Drapeau du Canada                       | Drapeau du Royaume-Uni                  | Drapeau de l'Allemagne                  | Drapeau de la Suisse                    | Drapeau de la Nouvelle-Zélande          | Drapeau de l'Italie                     | Certifications                                      | Album            |
| ----- | ------------------------- | --------------------------------------- | --------------------------------------- | --------------------------------------- | --------------------------------------- | --------------------------------------- | --------------------------------------- | --------------------------------------- | --------------------------------------- | --------------------------------------- | --------------------------------------- | --------------------------------------------------- | ---------------- |
| 2003  | Bring Me to Life          | 5                                       | 1                                       | 3                                       | 3                                       | 3                                       | 1                                       | 2                                       | 6                                       | 3                                       | 1                                       | - 3 × Platine - 2 × Platine - 2 × Platine - Or - Or | Fallen           |
| 2003  | Going Under               | -                                       | 14                                      | 7                                       | 14                                      | 14                                      | 8                                       | 15                                      | 11                                      | 4                                       | 9                                       | - Or - Argent                                       | Fallen           |
| 2003  | My Immortal               | 7                                       | 4                                       | 1                                       | 11                                      | 1                                       | 7                                       | 5                                       | 7                                       | 2                                       | 3                                       | - Platine - Platine - Platine                       | Fallen           |
| 2004  | Everybody's Fool          | -                                       | 23                                      | 11                                      | -                                       | -                                       | 24                                      | -                                       | 35                                      | -                                       | 16                                      |                                                     | Fallen           |
| 2006  | Call Me When You're Sober | 10                                      | 5                                       | 10                                      | 7                                       | 5                                       | 4                                       | 13                                      | 6                                       | 3                                       | 3                                       | - Platine - Or                                      | The Open Door    |
| 2007  | Lithium                   | -                                       | 26                                      | 5                                       | 41                                      | -                                       | 32                                      | 44                                      | 40                                      | 16                                      | 2                                       |                                                     | The Open Door    |
| 2007  | Sweet Sacrifice           | -                                       | -                                       | 13                                      | -                                       | -                                       | -                                       | 75                                      | -                                       | -                                       | -                                       |                                                     | The Open Door    |
| 2007  | Good Enough               | -                                       | -                                       | -                                       | -                                       | -                                       | -                                       | -                                       | -                                       | -                                       | -                                       |                                                     | The Open Door    |
| 2011  | What You Want             | 68                                      | 86                                      | 6                                       | 68                                      | 55                                      | -                                       | 84                                      | 72                                      | 44                                      | 86                                      |                                                     | Evanescence      |
| 2011  | My Heart Is Broken        | -                                       | -                                       | -                                       | 36                                      | -                                       | -                                       | 92                                      | -                                       | -                                       | -                                       |                                                     | Evanescence      |
| 2012  | Lost in Paradise          | 99                                      | -                                       | -                                       | 71                                      | 89                                      | 174                                     | -                                       | 39                                      | -                                       | 31                                      |                                                     | Evanescence      |
| 2017  | Imperfection              | -                                       | -                                       | -                                       | -                                       | -                                       | -                                       | -                                       | -                                       | -                                       | -                                       |                                                     | Synthesis        |
| 2018  | Hi-Lo                     | -                                       | -                                       | -                                       | -                                       | -                                       | -                                       | -                                       | -                                       | -                                       | -                                       |                                                     | Synthesis        |
| 2019  | The Chain                 | -                                       | -                                       | -                                       | -                                       | -                                       | -                                       | -                                       | -                                       | -                                       | -                                       |                                                     |                  |
| 2020  | Wasted on You             | -                                       | -                                       | -                                       | -                                       | -                                       | -                                       | -                                       | -                                       | -                                       | -                                       |                                                     | The Bitter Truth |
| 2020  | The Game Is Over          | -                                       | -                                       | -                                       | -                                       | -                                       | -                                       | -                                       | -                                       | -                                       | -                                       |                                                     | The Bitter Truth |
| 2020  | Use My Voice              | -                                       | -                                       | -                                       | -                                       | -                                       | -                                       | -                                       | -                                       | -                                       | -                                       |                                                     | The Bitter Truth |
| 2021  | Better Without You        | -                                       | -                                       | -                                       | -                                       | -                                       | -                                       | -                                       | -                                       | -                                       | -                                       |                                                     | The Bitter Truth |

### Singles promotionnels
| Année | Titre                        | Drapeau du Canada | Drapeau du Chili | Drapeau du Brésil | Drapeau de Taïwan | Album                      |
| ----- | ---------------------------- | ----------------- | ---------------- | ----------------- | ----------------- | -------------------------- |
| 2004  | Imaginary                    | -                 | -                | -                 | -                 | Fallen                     |
| 2004  | Missing                      | -                 | 9                | 9                 | 9                 | Anywhere But Home          |
| 2007  | Weight of the World          | -                 | -                | -                 | -                 | The Open Door              |
| 2010  | Together Again               | 86                | -                | -                 | -                 |                            |
| 2012  | Made of Stone                | -                 | -                | -                 | -                 | Evanescence                |
| 2012  | The Other Side               | -                 | -                | -                 | -                 | Evanescence                |
| 2017  | Bring Me to Life (Synthesis) | -                 | -                | -                 | -                 | Synthesis                  |
| 2017  | Lacrymosa (Synthesis)        | -                 | -                | -                 | -                 | Synthesis                  |
| 2020  | Yeah Right                   | -                 | -                | -                 | -                 | The Bitter Truth           |
| 2021  | Across The Universe          |                   |                  |                   |                   | The Bitter Truth (Deluxe)  |
| 2025  | Fight Like A Girl            |                   |                  |                   |                   | Ballerina Movie Soundtrack |

### Apparitions
| Année | Titre                           | Album                                                             |
| ----- | ------------------------------- | ----------------------------------------------------------------- |
| 2012  | Made of Stone (Renholdër remix) | Underworld: Awakening (Original Motion Picture Soundtrack)        |
| 2012  | New Way to Bleed (Photek remix) | Avengers Assemble (Music from and Inspired by the Motion Picture) |
| 2025  | Afterlife                       | Devil May Cry Soundtrack Netflix                                  |